# امامعلی حبیبی
امامعلی حبیبی (زادهٔ ۵ خرداد ۱۳۱۰) کشتی‌گیر کشتی آزاد بازنشستهٔ ایرانی است. وی نخستین نشان طلای بازی‌های المپیک را برای ایران کسب کرد و دارندهٔ نشان طلای بازی‌های المپیک تابستانی ۱۹۵۶ در دستهٔ ۶۷ کیلوگرم، سه عنوان قهرمانی در رقابت‌های قهرمانی جهان، نشان طلای بازی‌های آسیایی ۱۹۵۸ و همچنین پنج عنوان قهرمانی ایران می‌باشد.
حبیبی از سریع‌ترین و فنی‌ترین کشتی‌گیران دوران فعالیت خود بود و مهارت خاصی در اجرای فنون مختلف کشتی، از جمله «یک دست و یک پا» و همچنین «سر و ته یکی» داشت.
حبیبی پس از کناره‌گیری از دنیای کشتی، در حوزه‌های سیاست و سینما نیز به فعالیت پرداخت. وی در سال ۱۳۴۲، کاندیدای مجلس شورای ملی شد و از حوزهٔ بابل برای نشستن روی یکی از ۲۰۰ کرسی مجلس انتخاب شد. او پس از پایان دورهٔ چهار سالهٔ مجلس، در چهار فیلم سینمایی بازی کرد. وی در فیلم ببر مازندران به کارگردانی ساموئل خاچیکیان، نقش یک کشتی‌گیر را ایفا کرد.

## ابتدای زندگی
امامعلی حبیبی ۵ خرداد ۱۳۱۰ در روستای دَرزی‌کُلای شهرستان بابُل در استان مازندران به دنیا آمد. حبیبی در ۶ سالگی به مکتب‌خانه فرستاده شد. ننه بیگم ملاباجی معلم او در مکتب‌خانه، از علاقه‌مندان به کشتی بود که فنون لوچو، کشتی سنتی مازندرانی‌ها را به خوبی بلد بود و پس از اتمام کلاس فنون کشتی را به شاگردانش آموزش می‌داد. حبیبی همواره از تأثیر او در یادگیری فنون کشتی یاد کرده‌است. در ۱۲ سالگی پدر خود را از دست داد و به همراه مادر و برادرانش به شهر شاهی (قائمشهر امروزی) مهاجرت کرد تا در خانهٔ خواهرش ساکن شود. در آن شهر در مغازه آهنگری با روزی ۵ ریال اجرت مشغول به کار شد و پس از مدتی در کارخانهٔ نساجی قائمشهر استخدام شد و در باشگاه همان کارخانه زیر نظر اسکندر متولی، تمرین کشتی را شروع کرد.
دوران سربازی حبیبی در تیپ مستقل گرگان گذشت و در مهر ماه ۱۳۳۱ فرماندهٔ گردان از او خواست در مسابقات کشتی لوچو در ساری شرکت کند.
حبیبی که در وزن چهارم رقابت می‌کرد برای این که وزنش معادل قهرمانان وزن پنجم باشد مجبور شد جیب‌هایش را پر از سنگ کند. با این حال تمام حریفان خود را شکست داد و قهرمان استان در وزن پنجم شد و مفتاح، استاندار مازندران مدال افتخار را به سینه‌اش زد.
حضور حبیب‌الله بلور در قائمشهر فرصت خوبی بود تا حبیبی ریزه‌کاری‌های کشتی مدرن را بیاموزد. در مسابقه دوستانه‌ای با حضور شهردار قائمشهر، مقابل تیم منتخب تهران، همه همشهریانش باختند و فقط دست او بالا رفت. بعد از همین مسابقه با حقوق ماهی هزار ریال، به عنوان آتش‌نشان شهرداری قائمشهر استخدام شد.
در مدت کوتاهی توجه مربیان باشگاه و هیئت کشتی استان را به خود جلب کرد. در یکی از روزهای تمرین بود که توجه حبیب‌الله بلور (سرمربی تیم ملی در آن زمان) را در بازدید از باشگاه به خود جلب کرد و بلور متوجه نبوغ وی در کشتی شد و از حبیبی درخواست کرد که با عبدالله مجتبوی، از قهرمانان کشتی جهان در آن زمان مسابقه بدهد و حبیبی توانست با ضربهٔ فنی کردن مجتبوی در این رقابت، نظر بلور را به خود جلب کند.
حبیبی در سال ۱۳۳۲ در مسابقات قهرمانی کشور به میزبانی اصفهان شرکت کرد و در جایگاه نخست قرار گرفت.

برای سربازی به صورت داوطلبانه به لشکر گرگان رفتم تا اجباری‌ام را بگذرانم. در پادگان شدم کشتی‌گیر. آن‌جا دیدم مسابقاتی در استان برگزار شد و آن‌جا پادگان‌ان کشتی‌گیر می‌خواست. من هم چون فنون کمی از دوران کودکی و مکتب آموزش دیده بودم وارد مسابقات شدم. این اولین دورهٔ مسابقات قهرمانی استان بود که با حضور کلیهٔ کشتی‌گیران در ساری برگزار می‌شد. من که می‌بایست در وزن چهارم کشتی می‌گرفتم را سنگین کردند تا در وزن پنجم کشتی بگیرم تا ترکیب تیم تکمیل شود.
مربی‌ام گفت تو باید در وزن پنجم کشتی بگیری. برای همین وزنم کم بود و باید سنگین می‌شدم. آن‌ها هم سنگینم کردند. من را با کت و شلوار بردند روی باسکول و توی جیب‌ام سنگ گذاشتند تا وزنم بالاتر برود تا بتوانم کشتی‌گیر وزن پنجم باشم. مسابقات شروع شد و من همه را بردم و شدم قهرمان استان. برای این موفقیت فرماندهٔ پادگان‌مان به من ۱۲ روز مرخصی تشویقی داد. وقتی به قائمشهر آمدم مردم به من خیلی احترام می‌گذاشتند و این باعث شد که کشتی را ادامه بدهم. بعد از چند وقت خدمت سربازی تمام شد و من به قائمشهر آمدم. در محل نساجی فعلی یک سالن بود که می‌رفتم در آن‌جا تمرین می‌کردم، یک روز در حال تمرین کردن بودیم که استاد حبیب‌الله بلور و عبدالله مجتبوی به سالن آمدند جهت کشف استعداد برای تیم ملی. استاد بلور مربی تیم ملی بود و مجتبوی قهرمان جهان. وقتی وارد سالن شدند بعد از چند دقیقه مرحوم بلور به مجتبوی گفت لخت شود و اشاره کرد به من که با او کشتی بگیر. وقتی کشتی شروع شد، من ظرف یک دقیقه با یک سرزیر بغل که همان فن ملاباجی بود او را ضربهٔ فنی کردم. این شروع کشتی ملی من شد. از همان‌جا توانستم در دل مرحوم بلور جا بگیرم. دیگر همه شهر هم اسم مرا می‌شناختند و شدم ورزشکار ملی شهر. چند وقت بعد هم کارمند شهرداری قائمشهر!

امامعلی حبیبی

## فعالیت در ورزش

### المپیک ملبورن ۱۹۵۶
امامعلی حبیبی در مسابقات انتخابی تیم‌ملی برای حضور در المپیک ملبورن، جهانبخت توفیق را در مسابقهٔ یکم با فن یک دست و یک پا شکست داد و در مسابقهٔ دوم هم توانست حریف مشهورش را دوباره ضربهٔ فنی کند و به عنوان نمایندهٔ ایران رهسپار ملبورن شود.

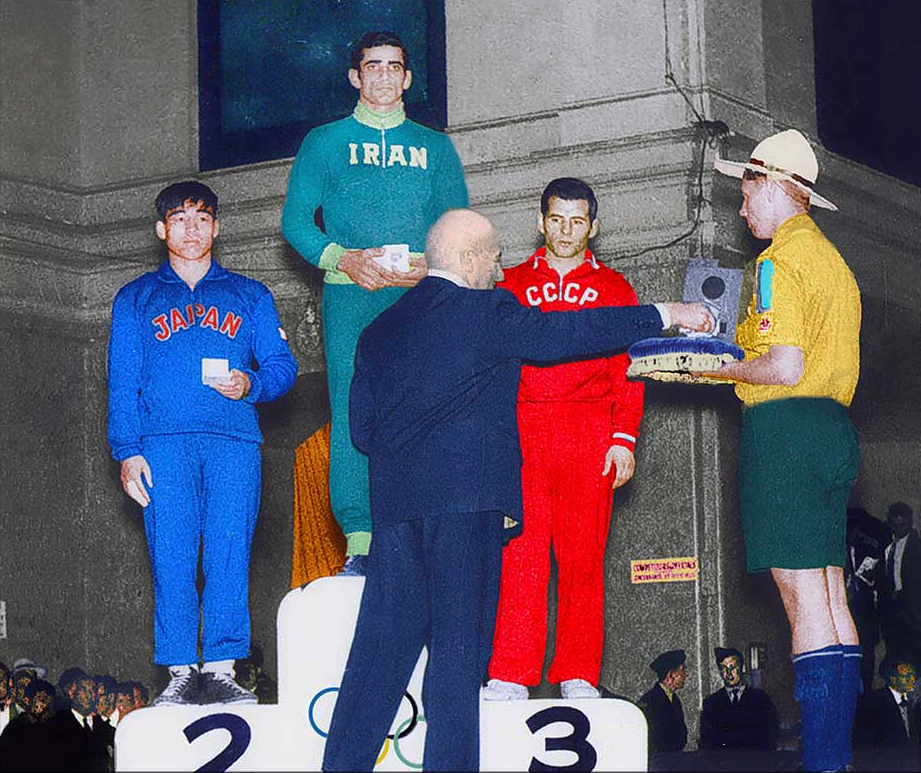
حبیبی در کنار شیگرو کاساهارا و علیم‌بیگ بستایف در سکوی قهرمانی وزن ۷۳ کیلوگرم المپیک ۱۹۵۶

وی در ملبورن، در دستهٔ چهارم شرکت کرد. این مسابقات نخستین تجربهٔ او در المپیک و مسابقات بزرگ بین‌المللی بود. پیش از این مسابقات، او در ایران هم کشتی‌گیر شناخته شده‌ای نبود. نوزده کشتی‌گیر، از جمله اوله اندربرگ سوئدی، تومی ایوانز آمریکایی، علیم‌بیگ بستایف از شوروی، گاریبالدو نیتزولا ایتالیایی، شیگرو کاساهارا از ژاپن، عدیل گنگور از ترکیه و گیولا توث از مجارستان در بازی‌های ملبورن، در دستهٔ چهارم و در وزن ۶۷ کیلوگرم روی تشک رفتند و در میان نام‌داران این وزن کم‌تر کسی کسب نشان برای امامعلی حبیبی کم‌تجربه را پیش‌بینی می‌کرد. قرعهٔ پانزدهم این مسابقات به نام حبیبی درآمد. وی یکمین کشتی خود را در مقابل قرعهٔ دوازدهم، یعنی اندربرگ، برندهٔ چهار طلا و دو نقرهٔ کشتی آزاد و فرنگی در مسابقات جهانی و المپیک، برگزار کرد و این سوئدی قهرمان المپیک و جهان را در یک مبارزهٔ سخت، و در حالی که ۴ دقیقه و ۴۵ ثانیه از آغاز رقابت سپری شده بود، ضربهٔ فنی کرد. در کشتی‌های بعد، توث از مجارستانی و روژه بیله از فرانسه را با امتیاز عالی شکست داد. گاریبالدو نیتزولا از ایتالیا و کاساهارا از ژاپن هم با امتیاز مغلوب حبیبی شدند. او در دور ششم استراحت داشت و در دور هفتم و پایانی، بستایف از شوروی را با امتیاز شکست داد و به نشان طلایی المپیک، دست یافت. شش نبرد حبیبی، در مجموع ۱ ساعت و ۶ دقیقه و ۴۵ ثانیه به طول انجامید و در پایان، امتیازات منفی او ۴ بود. این نشان طلای حبیبی نخستین نشان طلای کشور ایران در تاریخ مسابقات المپیک بود. غلامرضا تختی هم‌تیمی وی، توانست دومین طلای ایران را در همین دوره به‌دست‌آورد.
حبیبی پس از پایان مسابقهٔ نهایی خود از حال رفت و به مدت یک ماه در بیمارستان استرالیا تحت مراقبت ویژه قرار گرفت؛ در بازگشت، از پل سفید تا قائمشهر برای استقبال او صف بستند و پیروزی او را جشن گرفتند.

### قهرمانی جهان ۱۹۵۹
امامعلی حبیبی در مسابقات قهرمانی جهان در تهران ۱۹۵۹ توانست با پیروزی برابر تمام رقبایش نشان طلا را از آن خود کند. از رخدادهای مهم این دوره، ضربهٔ فنی شدن دو حریف عنوان‌دار توسط امامعلی حبیبی بود. این آزادکار ایرانی در مجموعِ کم‌تر از سه دقیقه مبارزه، این دو رقیب‌اش را ضربهٔ فنی کرد. وی نخست واختانگ بالاوادزه از شوروی را در کم‌تر از دو دقیقه ضربهٔ فنی کرد و ناخواسته، روی اجرای فن صحیح و قانونی، دنده‌های رقیب‌اش را هم شکست و سپس اسماعیل اوغان ترکیه‌ای را هم با فن «برات کلندون» در ۱ دقیقه و ۱۵ ثانیه به سرنوشت بالاوادزه دچار کرد.

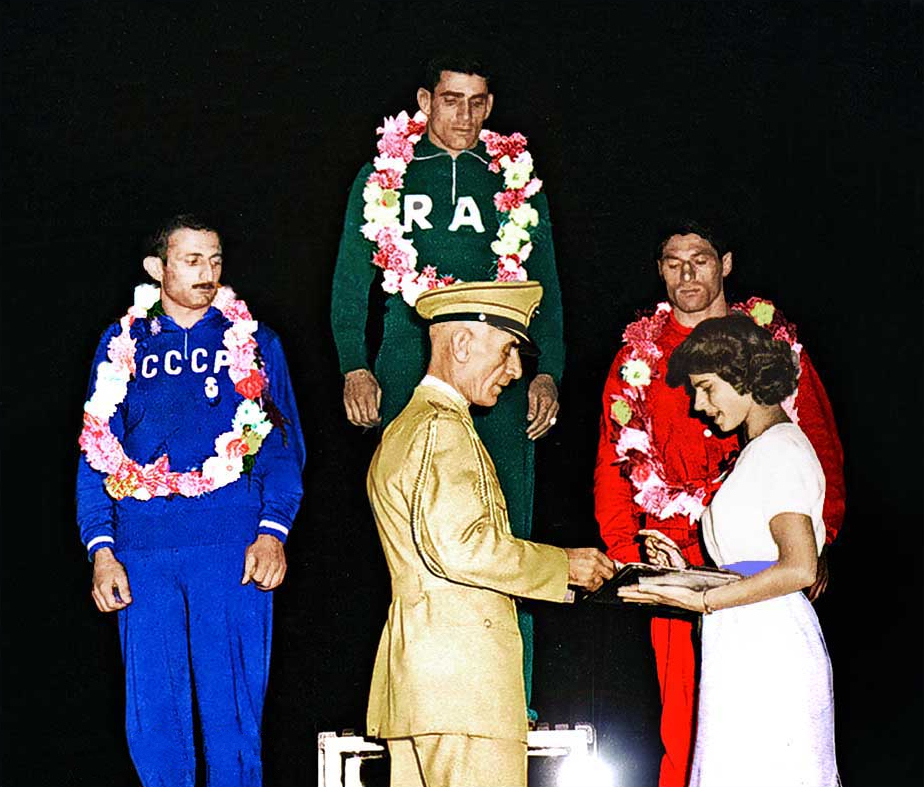
امامعلی حبیبی در کنار واختانگ بالاوادزه و اسماعیل اوغان در سکوی قهرمانی وزن ۷۳ کیلوگرم مسابقات جهانی ۱۹۵۹

اوغان که دوست صمیمی رقیب ایرانی خود بود، پس از شکست از او در استانبول به حبیبی گفته بود: «تهران‌دا سَنَه دیَرَم»، یعنی در تهران به تو خواهم گفت و این شکست را جبران خواهم کرد، پس از شکست دوباره در تهران، به حبیبی گفت: «ژاپن‌دا سَنَه دیَرَم». امامعلی حبیبی که در وزن ۷۳ کیلوگرم مسابقات جهانی ۱۹۵۹ رقابت کرده بود، به همراه غلامرضا تختی که در وزن ۸۷ کیلوگرم قهرمان شده بود، دو نشان طلای ایران در مسابقات جهانی تهران را به‌دست آوردند.

### المپیک رم ۱۹۶۰
امامعلی حبیبی که به عنوان قهرمان جهان و المپیک در رویداد دستهٔ پنجم و در وزن ۷۳ کیلوگرم که بیست و سه شرکت‌کننده داشت، حضور یافت. وی در کمال ناباوری با وجود اینکه ده امتیاز از حریف خود پیش بود مغلوب کشتی‌گیر آمریکایی خود شد و از دست‌یابی به نشان بازماند. حبیبی در دور یکم، چون یونگ چون از کره‌جنوبی را ضربهٔ فنی کرد. سپس اکسه کارلسون از سوئد، محمد بشیر از پاکستان و گائتانو دِ واسکولی از ایتالیا را با امتیاز برد و پای به دور پنجم نهاد. حبیبی که در کاخ باستانی بازیلیکا با چهار پیروزی در آستانهٔ کسب مدال طلا بود، در شب ششم رقابت‌ها، باید با داگلاس بلوباخ از آمریکا کشتی می‌گرفت. از همهٔ رویدادهای برگزار شدهٔ المپیک ۱۹۶۰ با حضور ورزشکاران ایرانی، فقط فیلم همین مسابقه حفظ شده و توسط فدراسیون کشتی آمریکا منتشر شده‌است.
در این مسابقه حبیبی دو بار از پای راست رقیب زیرگیری کرد و هر دو بار او را خاک کرد. سپس با فن یک‌دست و یک‌پای مخالف تعادل حریف را به هم زد و همان فن را تبدیل به کول‌انداز کرد. لحظه‌ای شانه‌های بلوباخ با تشک برخورد کرد اما بلافاصله پل زد و نزدیک به یک دقیقه ایستادگی کرد و سرانجام از این پل فرار کرد. روند مسابقه از هر جهت یک‌سویه به‌نظر می‌آمد و بلوباخ با اختلاف امتیاز فراوانی از قهرمان المپیک ۱۹۵۶ عقب بود. حبیبی که در این رقابت به دنبال کسب امتیازهای بیشتر بود، زیر زانو زده‌ای را نشان داد و در همین زمان دست چپش بالا آمد و بلوباخ، با فرصت‌طلبی و هوشیارانه فن رکبی را اجرا کرد و رقیب خود را سرنگون کرد. حبیبی نزدیک به یک دقیقه روی پل شکننده‌ای که بسته بود، ایستادگی کرد اما ستون اصلی این پل یعنی دست راستش در گروی پل‌شکن بلوباخ بود و باعث باخت وی شد. امامعلی حبیبی با همین یک شکستی که با ضربهٔ فنی توسط رقیب گمنام آمریکایی بر او تحمیل شد، و به علت مقررات کشتی در آن دوران، به‌طور مشترک با گائتانو دِ واسکولی از ایتالیا و یوتاکا کانکو از ژاپن چهارم شد. در پایان، بلوباخ آمریکایی طلا گرفت، اسماعیل اوغان از ترکیه نقره گرفت و محمد بشیر پاکستانی هم روی سکوی سوم ایستاد.

### قهرمانی جهان ۱۹۶۱
امامعلی حبیبی در مسابقات قهرمانی جهان در توکیو ۱۹۶۱ در وزن ۷۳ کیلوگرم برای بار دوم مدال طلای جهان را به‌دست‌آورد. میخائیل بکمورزوف از شوروی و یوتاکا کانکو از ژاپن هم نقره و برنز گرفتند. ابراهیم سیف‌پور و محمدعلی صنعتکاران و منصور مهدی‌زاده به همراه غلامرضا تختی دیگر کشتی‌گیران ایرانی بودند که در این مسابقات توانستند نشان طلا کسب کنند. تیم ایران هم توانست قهرمان بخش تیمی رقابت‌های کشتی آزاد در سال ۱۹۶۱ شود.

### قهرمانی جهان ۱۹۶۲
حبیبی در آخرین رقابت خود در رویداد قهرمانی جهان در تولیدو ۱۹۶۲ موفق شد برای بار سوم قهرمان شود. امامعلی حبیبی در وزن ۷۸ کیلوگرم مسابقات جهانی بر خوان فلورس از مکزیک و جیمز فرگوسن آمریکایی غلبه کرد. سپس با ضربهٔ فنی از سد اسماعیل اوغان از ترکیه گذشت. میخائیل بک مورزوف از شوروی و پتکو درمنچی‌یف از بلغارستان نیز مقابل ببر مازندران نتیجهٔ مسابقه را واگذار کردند تا وی در اوج آمادگی و با فاصله‌ای چشم‌گیر نسبت به حریفانش، بر روی سکوی نخست رقابت‌های قهرمانی جهان بایستد.
حبیبی وقتی روی سکوی قهرمانی ایستاد و نشان را به گردنش انداختند، نمایندگان بلغارستان و آمریکا روی سکوی دوم و سوم، مانند تماشاگران آمریکایی به احترام سرود ملی‌ای که در حال نواخته شدن بود ایستادند؛ اما حبیبی که این سرود به گوشش ناآشنا بود از روی سکو پایین آمد. سپس با ایرادگیری حبیب‌الله بلور به عنوان سرمربی تیم‌ملی و دیگر مسئولان تیم‌ملی ایران به این سرودِ پخش شده، روشن شد که مسئولان ورزشگاه، به اشتباه، صفحهٔ مربوط به سرود عراق را پخش کرده‌اند. آن‌ها بابت این اشتباه عذرخواهی کردند و حبیبی دوباره روی سکو رفت تا این‌بار سرود ملی ایران پخش شود.
در این دوره، منصور مهدی‌زاده در وزن ۸۷ کیلوگرم همانند حبیبی برای ایران طلا گرفت و تیم کشتی آزاد ایران در مجموع، با این دو طلا و دو نقره‌ای که با دستان محمد خادم در ۶۳ کیلوگرم و غلامرضا تختی در ۹۷ کیلوگرم به‌دست آمد در رتبهٔ سوم تیمی جهان ایستاد. حبیبی با کسب این عنوان قهرمانی از مسابقات کشتی خداحافظی کرد.

## فعالیت در سیاست
امامعلی حبیبی در سال ۱۳۴۲ و با اصرار نمایندگان انجمن شهر بابل در انتخابات مجلس شورای ملی شرکت کرد و توانست با کسب ۳۵٬۰۰۰ رای، به عنوان نمایندهٔ شهر بابل، بر روی یکی از ۲۰۰ صندلی مجلس بنشیند. به گفتهٔ حبیبی، از جمله اقدامات مهم این دوره از مجلس شورای ملی برای شهرستان بابل، تسریع در کارهایی مانند انتقال مرکزیت مخابرات استان به بابل و همچنین آسفالت کلیهٔ خیابان‌های بابل و لوله‌کشی آب شرب شهر بابل و ساخت پل حبیبی و جادهٔ بابل به درزی کلا بود.

## فعالیت در سینما
فعالیت‌های او در دوران نمایندگی مجلس باعث شد ۱۲۰ هزار تومان زیر بار قرض برود، بنابراین با تشویق دوستانش به بازی در فیلم ترغیب شد تا بتواند بدهی طلبکاران را پرداخت کند. امامعلی حبیبی نخستین‌بار در فیلم سینمایی ببر مازندران به کارگردانی ساموئل خاچیکیان ظاهر شد. او پس از این فیلم، در جهنم سفید، آدم و حوا، رام کردن مرد وحشی و مرد جنگل نیز به ایفای نقش پرداخت.

## زندگی شخصی

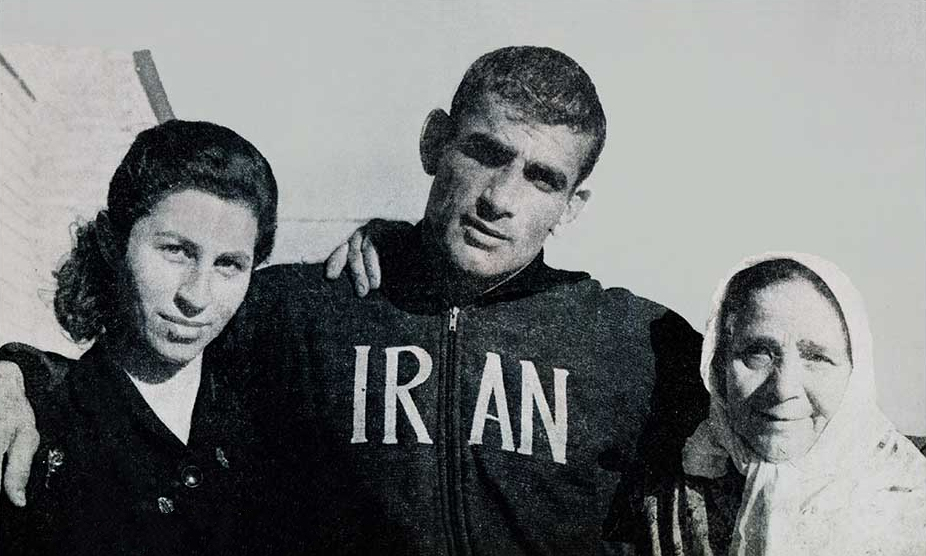
امامعلی حبیبی در کنار مادر و همسرش

حبیبی دو بار ازدواج کرده‌است. همسر نخست وی نتوانست با شرایط کاری همسرش و این‌که باید همیشه برای مسابقات به سفر می‌رفت، کنار بیاید و از او خواست بین او و کشتی یکی را انتخاب کند که همین عامل جدایی حبیبی از همسرش شد و مجبور شد با وجود یک فرزند، خانه را ترک کند. حبیبی پس از جدایی از همسر نخست، دوباره ازدواج کرد. او از همسر دومش به عنوان تاثیرگذارترین فرد در موفقیت او در زندگی یاد می‌کند، زیرا معتقد است او نه تنها از مادرش و فرزند به یادگار مانده از همسر اولش به خوبی نگهداری کرده، بلکه در غیاب او در خانه، برای فرزندانش هم پدر بوده و هم مادر. همسر وی در سال ۱۳۹۲ از دنیا رفت. حبیبی سه پسر و ۲ دختر دارد و همهٔ فرزندانش در خارج ایران زندگی می‌کنند.
او نیز در قائمشهر ساکن است و در باغ شخصی خودش که در کنار جادهٔ نظامی قائمشهر قرار دارد به باغبانی می‌پردازد و همواره برای دیدن فرزندان و نوه‌هایش به آمریکا سفر می‌کند.
در سال ۲۰۰۷ نام او در فهرست تالار مشاهیر فدراسیون جهانی کشتی فیلا (با نام کنونی اتحادیهٔ جهانی) ثبت شد.

## رقابت‌ها

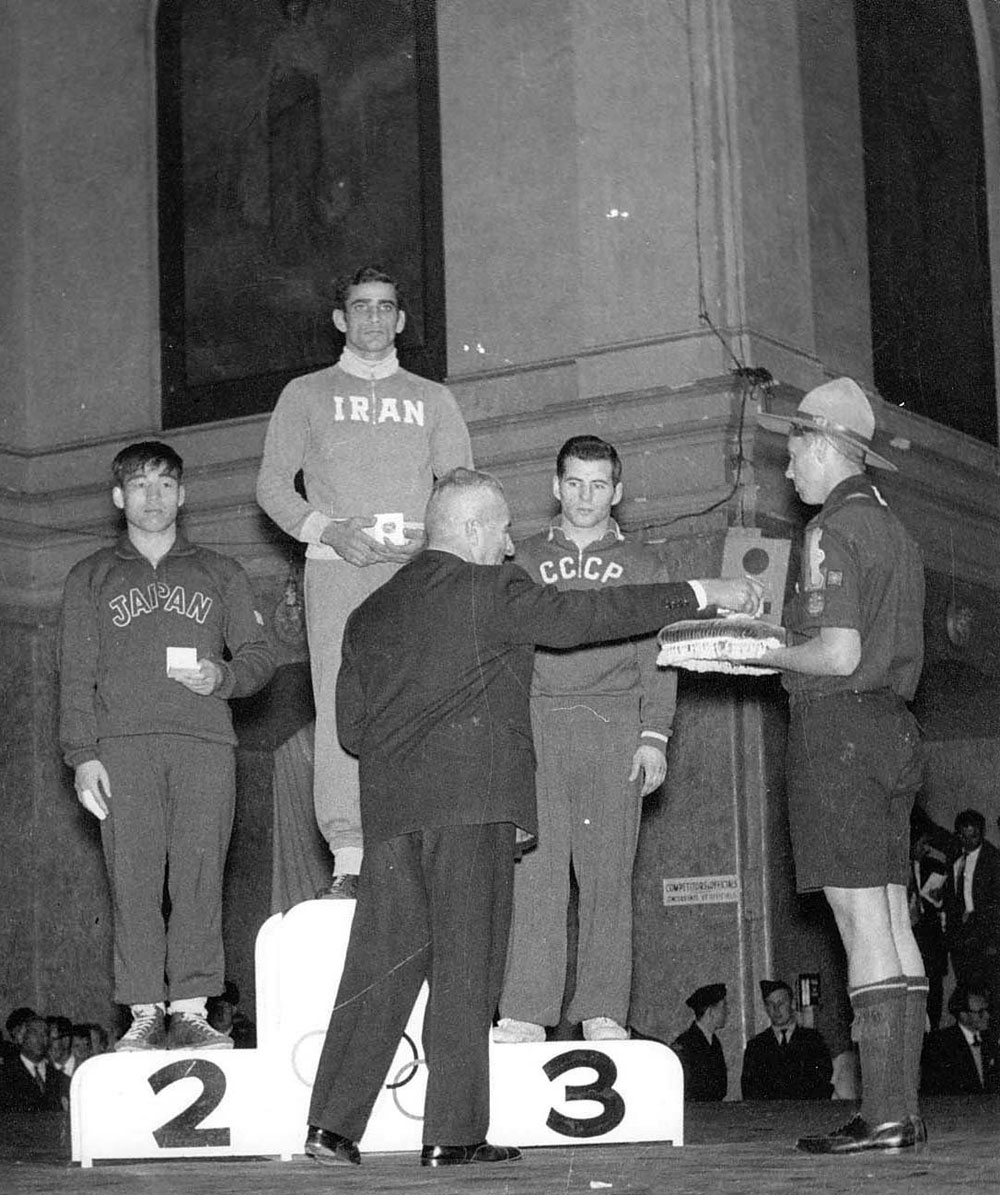
امامعلی حبیبی در مراسم اهدای نشان المپیک ۱۹۵۶

### المپیک
- نشان طلا، ۱۹۵۶ ملبورن، استرالیا (۶۷ کیلوگرم)
- رتبه چهارم، ۱۹۶۰ رم، ایتالیا  (۷۳ کیلوگرم) به اتفاق کشتی‌گیران ژاپن و ایتالیا

### قهرمانی کشتی جهان
- نشان طلا، ۱۹۶۲ تولیدو (۷۸ کیلوگرم)
- نشان طلا، ۱۹۶۱ یوکوهاما (۷۳ کیلوگرم)
- نشان طلا، ۱۹۵۹ تهران (۷۳ کیلوگرم)

### بازی‌های آسیایی
- نشان طلا،  ۱۹۵۸ توکیو (۶۷ کیلوگرم)

### مسابقات قهرمانی ایران
- نشان طلا، ۱۳۴۰ تهران (دسته پنجم)
- نشان طلا، ۱۳۳۹ رشت (دسته پنجم)
- نشان طلا، ۱۳۳۸ شیراز (دسته پنجم)
- نشان طلا، ۱۳۳۷ تهران (دسته پنجم)
- ۱۳۳۴ قزوین رتبه چهارم (دسته چهارم)
- نشان طلا، ۱۳۳۲ اصفهان (دسته چهارم)

### جشنواره‌ها
- ۱۹۵۸ صوفیه، بلغارستان؛ رتبه‌ای کسب نکرد.
- ۱۹۵۵ استانبول، ترکیه؛ رتبه چهارم (۶۷ کیلوگرم)